# Degei
Dans la mythologie fidjienne, Degei (prononcez Ndengei ), incarné par un serpent, est le dieu suprême des Fidji. Il est le créateur du monde (fidjien), des fruits et des hommes et est  notamment lié au district de Rakiraki, aux Fidji. Il juge les âmes des êtres humains venant de mourir après leur passage dans l'une des deux grottes : Cibaciba ou Drakulu. Il en envoie quelques-unes au paradis Burotu. La plupart des autres sont jetés dans un lac, où ils couleront éventuellement au fond (Murimuria) pour être récompensés ou punis de manière appropriée.
On dit qu'il s'est d'abord déplacé librement, mais qu'ensuite, sous la forme d'un serpent il s'est enfoncé dans la terre avec sa queue annelée. Depuis, il est devenu le dieu des tremblements de terre, des tempêtes et des saisons. Chaque fois que Degei se secoue, une pluie fertilisante tombe, des fruits délicieux pendent aux arbres et les champs d'ignames donnent une excellente récolte.
Degei est aussi un dieu de la colère qui se manifeste de façon terrible. Il détruit les récoltes pour punir et châtier son peuple ou il provoque des inondations ; il pourrait en effet facilement faire disparaître l'humanité de la terre, car depuis qu'il vit dans les entrailles de la terre, il est tourmenté d'une faim si insatiable qu'il voudrait prendre et avaler le monde entier.
Rokola est un nom du fils de Degei.

## Premier couple humain
Degei a fait éclore un œuf duquel sont sortis les premiers humains sur Terre.

## Dans la culture populaire
Friedrich Ratzel dans The History of Mankind  rapporte en 1896 une pratique religieuse prescrite par Degei. Celle-ci consiste à tatouer les femmes sur la partie inférieure du corp, sur la cuisse, le coin de la bouche et les doigts.

RA Derrick (1957:11) déclare:
« Dans ces traditions, Degei est non seulement l'origine du peuple, mais aussi un énorme serpent qui vit dans une grotte près du sommet de la montagne Uluda - le pic le plus au nord de la chaîne de Nakauvandra. Les tremblements de terre et le tonnerre sont attribués à ses tournoiements inquiets dans la grotte. Il ne s'intéressait pas aux affaires de son peuple ; son existence se résumait à manger et à dormir. Par association avec lui, les serpents étaient honorés comme « la progéniture de l'origine ». Le culte du serpent était généralisé dans tout le groupe. »